# منطقه توهوکو
توهوکو (به ژاپنی: 東北地方) یکی از منطقه‌های کشور ژاپن است.
این منطقه در جزیرهٔ هونشو واقع شده. واژهٔ توهوکو در ژاپنی به معنی «شمال شرقی» است. این منطقه از شش استان آکیتا، آئوموری، فوکوشیما، ایواته، میاگی و یاماگاتا تشکیل می‌شود.
در زمین‌لرزه و سونامی سال ۲۰۱۱ ژاپن، به ساحل شرقی توهوکو خسارت‌های شدیدی وارد آمد.